# Charles Beauclerk, I duca di St. Albans
Charles Beauclerk, I duca di St. Albans (Londra, 8 maggio 1670 – Bath, 10 maggio 1726), era uno dei figli naturali del re d'Inghilterra Carlo II Stuart, avuto dalla sua amante Nell Gwyn.

## Biografia
Charles era uno dei figli illegittimi nati da re Carlo II di Inghilterra e dalla sua amante Nell Gwyn. Il 21 dicembre 1676 venne creato barone di Heddington, conte di Oxford e conte di Burford. Subito dopo la morte di Henry Jermyn, I conte di St Albans, il 5 gennaio 1684, re Carlo concesse al figlio il titolo di duca di St. Albans, con annessa una rendita annua di 1000 sterline. Divenne colonnello dell'8º reggimento di cavalleria, nel 1687, e servì l'imperatore Leopoldo I del Sacro Romano Impero, durante all'assedio di Belgrado nel 1688.
Quando sua madre morì, 14 novembre 1687, ricevette una grande tenuta, tra cui Burford House, vicino al Castello di Windsor. Nel 1718, venne nominato Cavaliere della Giarrettiera dal re Giorgio I.
Morì a Bath due giorni dopo il suo 56º compleanno ed è sepolto all'Abbazia di Westminster.

## Matrimonio e figli
Il 17 aprile 1694 sposò Lady Diana de Vere, figlia ed erede di Aubrey de Vere, XX conte di Oxford. La coppia ebbe dodici figli:
- Charles, II duca di St. Albans (6 aprile 1696 - 27 luglio 1751);
- Diana (1697);
- William (22 maggio 1698 - 23 febbraio 1733);
- Vere, I barone Vere (14 luglio 1699 - 21 ottobre 1781);
- Henry (11 agosto 1701 - 5 gennaio 1761);
- Sidney Beauclerk (27 febbraio 1703 - 23 novembre 1744);
- George (26 dicembre 1704 - 11 maggio 1768);
- Seymour (24 giugno 1708 - 1709);
- James (1709 - 20 ottobre 1787), vescovo di Hereford (1746-1787);
- Aubrey (1710 - 22 marzo 1741);
- Mary (1712);
- Anne (1714).

## Conte di Burford
Diverse leggende descrivono come egli divenne conte di Burford. La prima è che all'arrivo del re, sua madre gli disse: "Vieni qui, piccolo bastardo, e saluta tuo padre". Quando il re la rimproverò per averlo chiamato in quella maniera, lei rispose: "Vostra Maestà non mi ha dato nessun altro nome per chiamarlo." In risposta, il re lo creò conte di Burford.
Un'altra leggenda narra invece che sua madre lo tenne fuori da una finestra (o al di sopra di un fiume), e minacciò di farlo cadere se non gli fosse dato un titolo nobiliare. Il re, allora, gridò: "Dio salvi il conte di Burford!" e successivamente gli venne dato quel titolo nobiliare.

## Ascendenza
|                                                     |             |                               | Genitori                                    |  |  | Nonni |  |  | Bisnonni                                         |  |  | Trisnonni                    |  |
|                                                     |             |                               |                                             |  |  |       |  |  | James I, re d'Inghilterra, di Scozia e d'Irlanda |  |  | Henry Stuart, duca di Albany |  |
|                                                     |             |                               |                                             |  |  |       |  |  | James I, re d'Inghilterra, di Scozia e d'Irlanda |  |  | Henry Stuart, duca di Albany |  |
|                                                     |             | Mary Stuart, regina di Scozia |                                             |  |  |       |  |  | James I, re d'Inghilterra, di Scozia e d'Irlanda |  |  |                              |  |
| Charles I, re d'Inghilterra, di Scozia e d'Irlanda  |             |                               |                                             |  |  |       |  |  | James I, re d'Inghilterra, di Scozia e d'Irlanda |  |  |                              |  |
|                                                     |             | Anna af Danmark               | Frederik II, re di Danimarca                |  |  |       |  |  |                                                  |  |  |                              |  |
|                                                     |             | Anna af Danmark               | Frederik II, re di Danimarca                |  |  |       |  |  |                                                  |  |  |                              |  |
|                                                     |             | Anna af Danmark               | Sophie von Mecklenburg-Güstrow              |  |  |       |  |  |                                                  |  |  |                              |  |
| Charles II, re d'Inghilterra, di Scozia e d'Irlanda |             | Anna af Danmark               |                                             |  |  |       |  |  |                                                  |  |  |                              |  |
|                                                     |             | Henri IV, re di Francia       | Antoine de Bourbon, duca di Vendôme         |  |  |       |  |  |                                                  |  |  |                              |  |
|                                                     |             | Henri IV, re di Francia       | Antoine de Bourbon, duca di Vendôme         |  |  |       |  |  |                                                  |  |  |                              |  |
|                                                     |             | Henri IV, re di Francia       | Jeanne III, regina di Navarra               |  |  |       |  |  |                                                  |  |  |                              |  |
| Henriette-Marie de France                           |             | Henri IV, re di Francia       |                                             |  |  |       |  |  |                                                  |  |  |                              |  |
|                                                     |             | Maria de' Medici              | Francesco I de' Medici, granduca di Toscana |  |  |       |  |  |                                                  |  |  |                              |  |
|                                                     |             | Maria de' Medici              | Francesco I de' Medici, granduca di Toscana |  |  |       |  |  |                                                  |  |  |                              |  |
|                                                     |             | Maria de' Medici              | Johanna von Österreich                      |  |  |       |  |  |                                                  |  |  |                              |  |
| Charles Beauclerk, I duca di St. Albans             |             | Maria de' Medici              |                                             |  |  |       |  |  |                                                  |  |  |                              |  |
|                                                     | Edmund Gwyn | Edward Gwyn                   |                                             |  |  |       |  |  |                                                  |  |  |                              |  |
|                                                     | Edmund Gwyn | Edward Gwyn                   |                                             |  |  |       |  |  |                                                  |  |  |                              |  |
|                                                     | Edmund Gwyn | Elizabeth Thayer              |                                             |  |  |       |  |  |                                                  |  |  |                              |  |
| Thomas Gwyn                                         | Edmund Gwyn |                               |                                             |  |  |       |  |  |                                                  |  |  |                              |  |
|                                                     |             | …                             | …                                           |  |  |       |  |  |                                                  |  |  |                              |  |
|                                                     |             | …                             | …                                           |  |  |       |  |  |                                                  |  |  |                              |  |
|                                                     |             | …                             | …                                           |  |  |       |  |  |                                                  |  |  |                              |  |
| Eleanor Gwyn                                        |             | …                             |                                             |  |  |       |  |  |                                                  |  |  |                              |  |
|                                                     |             | …                             | …                                           |  |  |       |  |  |                                                  |  |  |                              |  |
|                                                     |             | …                             | …                                           |  |  |       |  |  |                                                  |  |  |                              |  |
|                                                     |             | …                             | …                                           |  |  |       |  |  |                                                  |  |  |                              |  |
| Eleanor Smith                                       |             | …                             |                                             |  |  |       |  |  |                                                  |  |  |                              |  |
|                                                     |             | …                             | …                                           |  |  |       |  |  |                                                  |  |  |                              |  |
|                                                     |             | …                             | …                                           |  |  |       |  |  |                                                  |  |  |                              |  |
|                                                     |             | …                             | …                                           |  |  |       |  |  |                                                  |  |  |                              |  |
|                                                     |             | …                             |                                             |  |  |       |  |  |                                                  |  |  |                              |  |